# Бен-Ашер, Хаим
Хаим Бен-Ашер (Хаим Финкель; 10 июля 1904, Одесса — 14 июля 1998) — израильский политический деятель, депутат Кнессета от партии Мапай в 1950-х годах.

## Биография
Родился в Одессе. Учился в хедере, совершил алию в Эрец-Исраэль в 1924 году. Учился в Еврейском университете в Иерусалиме. Один из основателей кибуца Гиват-Бренер близ Реховота, позднее уезжает в кибуц Нецер-Серени, участник кибуцианского движения Ха-кибуц Ха-Меухад. Он также представлял движение Хехалуц в Германии и Польше.
Во время Второй мировой войны — участник Еврейской бригады, в составе британской армии. Также в годы борьбы редактировал фронтовую газету The Soldier и журнал Бригады HaMa’avak. Будучи одним из руководителей партии Мапай, член ЦК, включен в список партии на первых в истории Израиля выборах и был избран в парламент. Переизбран в 1951 году. В 1959 году опубликовал свою книгу. Избран директором Колледжа Бейт-Берл в Кфар-Сабе (основан в 1970 году). Член руководства Гистадрута .